# Islote de Vila Franca

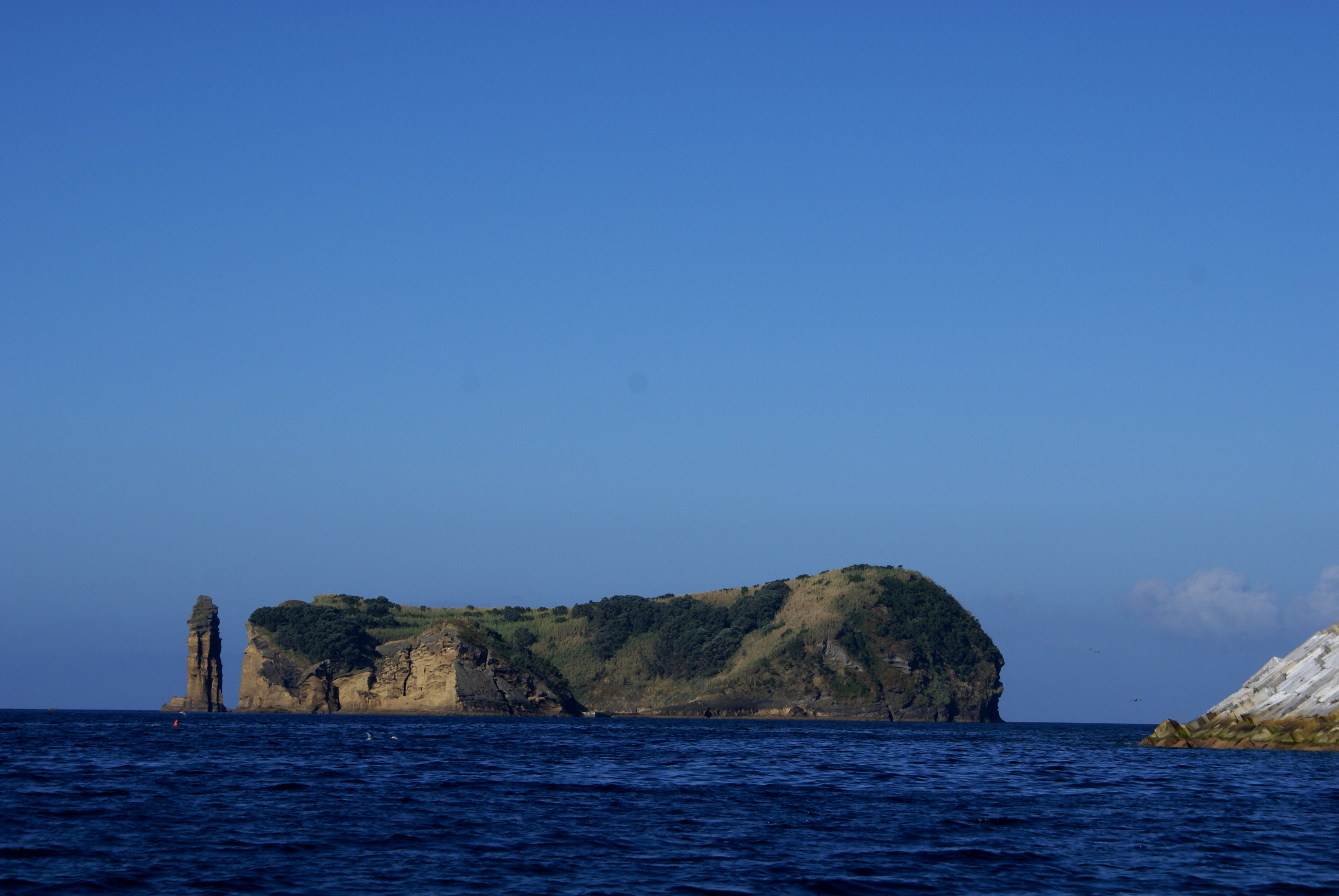
Vista general

El islote de Vila Franca (en portugués: Ilhéu de Vila Franca), conocido como simplemente Ilhéu, es un pequeño islote volcánico, con un área total de 95 hectáreas, de las cuales 61,6 se encuentran sobre el nivel del mar. Se encuentra a unos 500 metros de la costa de Vila Franca do Campo, en la isla de São Miguel, Azores. El islote dista 1200 metros del muelle de Tagarete, en el centro de Vila Franca do Campo, habiendo conexiones regulares con el islote durante la época veraniega. 